# ASVEL Lyon-Villeurbanne
L'Association Sportive Villeurbanne Eveil Lyonnais, més conegut com a ASVEL Lyon-Villeurbanne és un club de bàsquet francès de la ciutat de Villeurbanne, a prop de Lió.
La temporada 2019-20 participa en la lliga francesa i en l'Eurolliga.

## Història
El club fou fundat l'any 1948 amb la fusió dels clubs AS Villeurbanne i Éveil Lyonnnais. Juga els seus partits a l'Astroballe, amb capacitat per a 5.800 espectadors i els seus colors són el verd i el blanc. És el club amb més campionats de França de basquetbol.
La temporada 2015-2016 es va proclamar campió de la lliga francesa.

## Palmarès
- 19 Lliga francesa de bàsquet: 1949, 1950, 1952, 1955, 1956, 1957, 1964, 1966, 1968, 1969, 1971, 1972, 1975, 1977, 1981, 2002, 2009, 2016,[1] 2019.[2]
- 7 Copa francesa de bàsquet: 1953, 1957, 1965, 1967, 1996, 1997, 2001.
- A més, fou finalista de la Recopa d'Europa de bàsquet l'any 1983.

## Jugadors històrics
- Alain Gilles
- Eric Beugnot
- Jim Bilba
- Delaney Rudd

## Entrenadors històrics
- André Buffière
- Gregor Beugnot
- Bogdan Tanjevic
- Philippe Hervé
- Olivier Veyrat
- Erman Kunter
- Claude Bergeaud